# 觸技曲

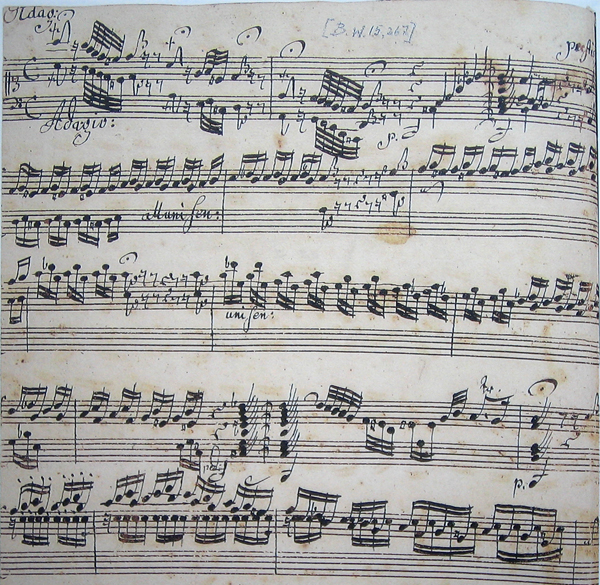
J.S.巴赫d小调触技曲与赋格, BWV 565乐谱的第一页

觸技曲（Toccata），亦稱托卡塔曲、展技，是一種通常由鍵盤樂器或撥弦樂器獨奏的樂曲。它一般速度較快、節奏均勻，具有耀技性，可以展示出演奏者手指的靈活。偶爾也有為多樂器而作的觸技曲，例如蒙特威爾第歌劇《奧菲歐》的開頭部分。

## 歷史

### 起源
這種音樂形式起源於文藝復興時期的義大利北部。1590年代，已經有一批觸技曲問世。之後，作曲家將這種音樂形式帶到了德國。在那裏，觸技曲的發展達到了頂峰，其標誌為約翰·塞巴斯蒂安·巴哈的d小調觸技曲與賦格曲BWV565。

### 巴洛克時期
巴洛克時期中最有名的觸技曲作家可說是約翰·塞巴斯蒂安·巴赫。巴赫的觸技曲是這種音樂形式中的經典之作。這些管風琴作品都是即興作品，通常伴隨著一段獨立的賦格。在這種情況下，觸技曲代替了一般的固定的序曲。他的羽管鍵琴作品通常有多個樂章，由賦格形式寫成。

### 浪漫時期
巴洛克時期之後 ,觸技曲漸漸減少。在浪漫時期中最有名的觸技曲是羅伯特·舒曼和李斯特·費倫茨分別作的觸技曲。他們的觸技曲被廣泛地評為十九世紀中技術最難和最倶代表性。
李斯特後期的託卡塔曲極短的和嚴峻，而且規模較小，有時亦被稱為“toccatina”(小觸技曲)。例如，和李斯特同時期的鋼琴家查爾斯-瓦倫丹·阿爾堪就寫過一首小觸技曲(Toccatina, Op.75)，同時也是他最後發表的作品。

### 二十世紀
- 法國著名的輕音樂大師保羅·莫里哀，作曲家拉威尔亦有一首鋼琴托卡塔曲，同樣以「Toccata」為名，拉威尔的托卡塔则是库普兰之墓组曲的最后一首[2]。
- 俄国作曲家普罗科菲耶夫也创作了一首托卡塔op.11。